# TV3+ (Dinamarca)
O canal TV3+ é uma emissora de televisão da Dinamarca pertencente ao Modern Times Group.